# Hall XPTBH
Hall XPTBH – prototypowy amerykański dwusilnikowy wodnosamolot zaprojektowany i zbudowany w latach 1936-37 zakładach Hall Aluminum Aircraft Corporation w odpowiedzi na rozpisany przez United States Navy (USN) konkurs na nowe samoloty bombowe i rozpoznawcze. Samolot miał nowatorską, aluminiową konstrukcję, ale zdaniem USN jego osiągi nie spełniły minimalnych wymagań konkursu i samolot nie wszedł do produkcji seryjnej. Jedyny powstały prototyp służył w Naval Torpedo Station do testowania torped. Samolot został zniszczony w czasie huraganu w 1938.

## Geneza
W marcu 1934 Bureau of Aeronautics (BuAer, dyrektorat USN ds. lotnictwa morskiego) rozpisało szereg konkursów na nowe samoloty, między innymi na samoloty rozpoznawczo-bombowe (scout bomber), torpedowo-bombowe (torpedo bomber), a także wodnosamolot torpedowy. Według pierwszych specyfikacji BuAer, wodnosamolot miał mieć masę startową wynoszącą do 25 tysięcy funtów (ok. 11,400 kg), prędkość maksymalną 150 mil na godzinę (241 km/h), napęd miały stanowić dwa silniki Pratt & Whitney o mocy 800 KM dających samolotowi zasięg ponad 1000 mil morskich (1850 km). Samolot miał być w stanie przenieść dwie torpedy Mark 13 ważące ponad 800 kg każda lub cztery bomby 1000-funtowe (453 kg). Według sugestii BuAer, preferowaną konfiguracją wodnosamolotu samolotu była konstrukcja dwupływakowa z torpedami przenoszonymi wewnątrz kadłuba.
Do konkursów stanęło osiem firm w których zaprojektowano łącznie dziesięć samolotów, pięć jedno- i pięć dwupłatowców: Brewster SBA, Curtiss SBC, Douglas XTBD, Great Lakes XB2G, Great Lakes XTBG, Grumman XSBF, Hall XPTBH, Northrop BT (późniejszy SBD Dauntless), Vought SB2U i Vought XSB3U. Głównymi konkurentami Halla XPTBH były Douglas XTBD i Great Lakes XTBG, XPTBH był jedynym wodnosamolotem zaprojektowanym do konkursu.
30 czerwca 1934 BuAer zamówiło jeden prototyp który otrzymał oznaczenie XPTBH-1 (numer seryjny BuA-9721), wartość kontraktu wynosiła 309 tysięcy dolarów. Oznaczenie samolot „PTB” („P” - patrol czyli rozpoznawczy/zwiadowczy, „T” - torpedo czyli torpedowy, „B” - bomber czyli bombowy, litera „X” oznaczała samolot eksperymentalny, a „H” była oznaczeniem wytwórni lotniczej Halla, liczba po oznaczeniu samolotu określała wersję samolotu) było jedynym trzyliterowym oznaczeniem nadanym samolotowi zaprojektowanemu dla USN w ramach systemu oznaczeń USN stosowanemu w latach 1922-1962.
Prace nad nowym samolotem od początku borykały się z różnymi problemami. Już po podpisaniu kontraktu zakłady Halla wdały się w spór z BuAer co do interpretacji jego szczegółów dotyczących między innymi osiągów samolotu, w tym samym czasie firma przenosiła się z Buffalo do Bristolu w Pensywlanii, co spowodowało następne opóźnienia. Jeszcze przed ukończeniem pierwszej makiety samolotu w grudniu 1934 stało się oczywiste, że proponowana przez Halla konfiguracja samolotu nie dawała szans na osiągnięcie przez niego wymaganych minimalnych osiągów i ówczesny szef BuAer admirał Ernest King nakazał rozpoczęcie prac nad nową wersją samolotu.
Nowa konstrukcja która otrzymała oznaczenie XPTBH-2 różniła się znacząco od pierwszej wersji samolotu. Maksymalna masa startowa została obniżona do 20 tysięcy funtów (ok. 9000 kg), uzbrojenie ofensywne miała stanowić tylko jedna torpeda przenoszona w komorze bombowej, zmniejszono także załogę z pięciu osób do czterech, zwiększono za to wymaganą prędkość maksymalną na 190 mil na godzinę (305 km/h) i zasięg do 1500 mil morskich (prawie 2800 km).

## Konstrukcja
Hall XPTBH był jednopłatowym, dwusilnikowym wodnosamolotem ze skrzydłem w układzie średniopłata. Skrzydła miały pojedyncze aluminiowe dźwigary o stopniowo zmniejszającej się średnicy wynoszącej 36 cali (91 cm) u nasady skrzydła i 8 cali (20 cm) na jego końcu. Przy nasadzie skrzydła użyto profilu typu Clark YM 18% stopniowo zmieniającego się w kierunku końcówki skrzydła na Clark YM 10%.
Krawędź natarcia skrzydła była kryta aluminium, pozostała część skrzydła i powierzchnie sterowe były kryte płótnem. Kadłub o konstrukcji półskorupowej był wykonany całkowicie z aluminium.  o dźwigarów skrzydeł przymocowane były wsporniki aluminiowe, na których końcach znajdowały się duże, także aluminiowe, pływaki. Konstrukcja kadłuba powstała na podstawie patentu 1847559 przyznanego Charlesowi Hallowi w kwietniu 1932 na „Metalową konstrukcję samolotu i tym podobne”.
W pierwszej wersji, i jak zamówiony przez USN, samolot miał być wyposażony w silniki gwiazdowe typu Wright R-1820. Późniejsze opóźnienia związane z przeniesieniem fabryki Halla w nowe miejsce, problemami kontraktowymi i wątpliwościami co do przyszłych osiągów samolotu doprowadziły do zmian konstrukcyjnych polegających między innymi na niewielkim zmniejszeniu rozmiarów samolotu i użyciu innych silników Pratt & Whitney Wasp XR-1830-60 o mocy 800 KM. Zmiany konstrukcyjne spowodowały także zmianę oznaczenia samolotu na XPTBH-2. Silniki napędzały trzypłatowe, metalowe śmigła Curtiss o zmiennym skoku.
Załogę samolotu stanowiły cztery osoby - pilot, drugi pilot/nawigator/bombardier, mechanik i radiotelegrafista. Z wyjątkiem pilota pozostali członkowie załogi mieli podwójne zadania - każdy z nich obsługiwał także jedno stanowisko strzeleckie. Samolot miał dobre uzbrojenie obronne według ówczesnych standardów; w dziobie znajdowała się mechaniczna wieżyczka uzbrojona w pojedynczy karabin maszynowy 7,62 mm, na grzebiecie samolotu znajdowało się stanowisko strzeleckie wyposażone w ręcznie kierowany podwójny karabin maszynowy 7,62 mm (inne źródła podają pojedynczy karabin maszynowy na tym stanowisku), pod kadłubem znajdowało się jeszcze jedno stanowisko obronne z ręcznie kierowanym karabinem maszynowym 12,7 mm. Samolot przenosił w komorze bombowej wewnątrz kadłuba jedną torpedę Mark 13 lub do 2000 funtów (909 kg) bomb.

## Historia

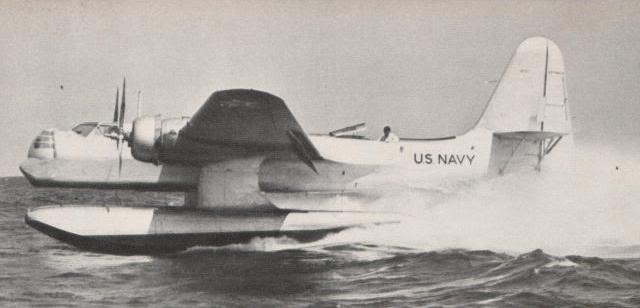
Hall XPTBH-2 na wodzie

Dokładna chronologia oblatania i dostarczenia samolotu do rąk USN nie jest jasna i różnie podawana we współczesnych źródłach. Samolot został najprawdopodobniej oblatany w lutym 1937 przez doświadczonego pilota Billa McAvoya, data pierwszego lotu podawana jest na 30 stycznia, ale według wielu źródeł 30 stycznia miało miejsce przekazanie samolotu do rąk USN (jedno źródło związane bezpośrednio z USN jako datę przekazania samolotu podaje już 17 grudnia 1936). Po oblataniu go w fabryce samolot został przekazany do bazy Naval Support Facility Anacostia w Anacostia w kwietniu 1937, wcześniej w tym miesiącu miała się też odbyć publiczna prezentacja samolotu w fabryce Halla w Bristolu.
XPTBH został oblatany w przez doświadczonego pilota Billa McAvoya. W czasie oblatywania samolotu odkryto, że z powodu dużej powierzchni pływaków samolot słabo odpowiadał na działanie lotek w skręcie, problem został rozwiązany poprzez powiększenie powierzchni steru poziomego.  Charakterystyka startu i lądowania samolotu na wodzie była określana jako znakomita. W czasie testów wyszły na jaw poważne problemy z pomocniczym podwoziem wodnosamolotu służącym do wyciągania go na ląd (beaching gear), które okazało się być bardzo trudne w użyciu w prawie każdych warunkach.
Pomimo że XPTBH-2 spełnił wszystkie teoretycznie wyliczone dla niego osiągi i ogólnie został oceniony bardzo pozytywnie w trakcie jego oblatywania, to nie dało mu się uzyskać wymaganych przez BuAer prędkości maksymalnej i minimalnej prędkości ataku. Dodatkowo według BuAer, lotnictwo USN nie było już wówczas zainteresowane „pełnomorskim samolotem torpedowo-bombowym” (seagoing torpedo-bomber) i dla takiego samolotu nie przewidziano żadnej roli. XPTBH był krytykowany także za to, że jako wodnosamolot mógł operować tylko i wyłącznie z powierzchni wody i nie nadawał się do użycia z lotniskowców, oraz za to, że jako uniwersalna konstrukcja „trzy w jednym” miał gorsze osiągi od samolotów zaprojektowanych specjalnie do pojedynczych zadań.
Ostatecznie BuAer ogłosiło latem 1937 przyjęcie XPTBH-2 na służbę serią komuników prasowych o „rewolucyjnych osiągach” nowego samolotu, ale nie zdecydowało się na rozpoczęcie produkcji seryjnej, dyrekcja zakładów Halla brak zamówienia na samolot obwiniała raczej na rozgrywki polityczne wewnątrz USN.
Po zakończeniu programu testowego XPTBH-2 został przekazany do bazy Naval Torpedo Station w Newport, gdzie brał udział w eksperymentach z torpedami lotniczymi. Służba samolotu doszła końca, kiedy został on zniszczony 21 września 1938 w czasie Wielkiego Huraganu w Nowej Anglii. Był to ostatni samolot zaprojektowany w zakładach Halla. Firma zajmowała się produkcją zaprojektowanych wcześniej samolotów Hall PH do 1941 (od sierpnia 1940 jako część firmy Consolidated Aircraft, przez którą została wykupiona).

## Literatura przedmiotu
- Joe Baugher: US Navy and US Marine Corps BuNos, First Series (numery seryjne samolotów USN w tymXPTBH). joebaugher.com. [dostęp 2012-08-31]. (ang.).